# Ортозија (сателит)
Ортозија или Јупитер XXXV је ретроградни неправилни Јупитеров природни сателит. Открио ју је тим астронома са Универзитета на Хавајима, на челу са Скотом Шепардом (енгл. Scott Sheppard) 2001. године, када је новооткривено небеско тело названо S/2001 J 9. У августу 2003. године добила је свој садашњи назив, и то по грчкој богињи напретка — Ортозији. Припада Ананкиној групи Јупитерових природних сателита. Њен пречник износи око 2 km.